# Neurosis
A Neurosis egy amerikai atmoszferikus sludge metal zenekar. 1985-ben alakult a hardcore szcénát követve, majd fokozatosan átalakult a zenéje egy súlyosabb, experimentálisabb irányba. Lassú és súlyos sludge doom stílusát népzenei és modern filmzenés elemekkel ötvözi. A Neurosis inspirálta a mai posztmetal színtér létrejöttét.

## Pályafutás
1987-ben indult be a zenekar pályafutása. Kezdetben NY típusú hardcore zenét játszottak, de már ekkor több volt zenéjükben a lassú és súlyos részlet, mint honfitársaiknál, valamint szövegeik is mélyebbre hatoltak az átlagnál. A Pain of Mind (1987) és a The World as Law (1990) lemezek csak egy szűk körben tették ismertté a Neurosis nevet. Utóbbi lemez után érkezett a zenekarba Steve Von Till gitáros/énekes, aki csatlakozásával új arculatot adott a zenekarnak.
A Souls At Zero lemez 1992-ben jelent meg és hatalmas változásokat hozott. A felvételek előtt csatlakozott hozzájuk Simon Mcllroy billentyűs. A zene lassabbá, sötétebbé, kísérletezőbbé vált. A posztmetal egyik első alaplemezéről van szó, mely a zenekar pályafutásában is mérföldkőnek számít. A korong után már egyre többen jegyezték meg a nevüket, és a Souls At Zero megjelenése óta mondják rájuk, hogy "a világvége zenéjét" játsszák. A következő két albummal kerültek az ismertebb underground nevek közé, bár zenéjük egyre csak sötétebb hangulatú és kísérletezősebb lett. Az 1993-as Enemy of the Sun végére felpakolt, csaknem 30 perces eszeveszett törzsi dobolást rejtő Cleanse, vagy az 1996-os Through Silver In Blood lehangoló zenéje révén nem igen számíthattak a nagyközönség szimpátiájára. Ezután széles visszhangot keltő fellépést produkáltak a Dynamo fesztiválon, majd az Ozzfesttel mehettek turnézni. Ezek révén a következő albumot már nagyobb érdeklődés fogadta.
1998-ban álltak neki a Times of Grace felvételeinek. A lemezre a többszólamúság illetve a szimfonikusabb jellegű dalszerzés a jellemző. Változatosabban kombinálták a különféle érzelmeket, a szokásos dühkitörések mellett, egészen szomorú pillanatokat is rejt az album. Meglepetést okozott, hogy Till és a másik főember a gitáros/énekes Scott Kelly még dallamos énekre is rászánta magát. Ezzel csökkent Dawe Edwardson szerepe, aki korábban a hörgésekért felelt.
A zenekar tagjai Tribes of Neurot néven egy ambient projektet is működtetnek, melynek második lemeze a Grace címet viseli, és megegyezik a Times of Grace tartalmával, csak ambient verzióban. Utóbbi lemezeiken (A Sun that Never Sets-2001, The Eye of Every Storm-2004, Given to the Rising-2007) egyre inkább előtérbe került az akusztikus gitár és a billentyűs hangszerek. Szövegeikben továbbra is a környezetünk pusztításától való iszonyodás a jövő-paranoia és a természet iránti alázatos érdeklődés van a középpontban. Koncertjeik alkalmával a színpad hátuljára eresztett vászonra az adott dal hangulatához passzoló filmrészleteket vetítenek. Mindezt olyan komolyan veszik, hogy a vizuális látványért felelős emberüket teljes értékű zenekartagnak tekintik, aki a fotóikon is gyakorta szerepel.

## Diszkográfia
Nagylemezek:
- Pain of Mind LP (1987, (Alchemy Records)
- The Word as Law LP/CD (1990, (Lookout! Records)
- Souls at Zero LP/CD (1992, (Alternative Tentacles)
- Enemy of the Sun LP/CD (1993, (Alternative Tentacles)
- Through Silver in Blood LP/CD (1996, (Relapse Records)
- Times of Grace LP/CD (1999, Relapse Records)
- A Sun that Never Sets LP/CD (2001, Relapse Records)
- The Eye of Every Storm LP/CD (2004, Neurot Recordings/Relapse Records)
- Given to the Rising LP/CD (2007, Neurot Recordings)

Ep-k:
- Black (Neurosis single)|Black 7"EP (1986, bootleg)
- Aberration (EP)|Aberration 7"EP (1989, (Lookout Records)
- Empty (Neurosis single)|Empty 7"EP (1990, (Allied Records)
- Empty (Neurosis single)|Empty 7"EP (1991, reissue in Germany on (Your Choice Records)
- The Doorway/Threshold 7"EP (1999, (Relapse Records)
- Sovereign (album)|Sovereign MCD (2000, (Neurot Recordings)

Splitek (megosztott kislemez):
- Locust Star (+ Tribes of Neurot) MCD (1996, Relapse Records)
- In These Black Days (+ Soilent Green) 7"EP (1999, Hydrahead Records)
- Neurosis & Jarboe (album) (+Jarboe) LP/CD (2003, Neurot Recordings)

Videó:
- A Sun that Never Sets DVD (2002, Relapse Records, Neurot Recordings)

## Projektek
- Neurosis & Jarboe: közös projekt Jarboeval
- Tribes of Neurot - A tagok dark ambient projektje.
- Blood and Time - Akusztikus projekt.
- Culper Ring - Dark ambient projekt.
- Red Sparowes - Josh Graham projektje.
- A Storm of Light - Experimentális/drone formáció.
- Harvestman - Steve Von Till ambient projektje.
- Violent Coercion - Scott Kelly és David Edwardson hardcore/punk formációja.
- Jesus Fucking Christ - Punk/Thrash projekt David Edwardson közreműködésével.